# Оперативно-тактичне угруповання «Харків»
Оперативно-тактичне угруповання «Харків» (ОТУ «Харків») — тимчасове об'єднання, створене у Силах оборони України. Входить до складу оперативно-стратегічного угруповання військ «Хортиця».
Створене під час російського вторгнення в Україну у 2022 році. Частини угрупування брали участь у Харківському контрнаступі.

## Історія
Оперативне угруповання військ (ОУВ) «Слобода» було розгорнуто біля кордону України станом на 24 лютого 2022 року. Відповідає за оборону Харківського напрямку. Станом на травень 2022 року входило до складу ОСУВ «Хортиця».
В травні-червні 2022 року ОУВ «Слобода» було переформатовано у ОУВ «Харків».
У вересні 2022 року частини угрупування брали участь у Харківському контрнаступі.
Навесні 2024 року ОУВ «Харків» перетворено на оперативно-тактичне угруповання (ОТУ) «Харків».
Із травня 2024 головним завданням ОТУ «Харків» стало відбиття російського наступу на місто Вовчанськ та село Липці, яке знаходиться на перетині кількох стратегічно важливих шляхів.

## Структура
- 113-та окрема бригада територіальної оборони[4][7]
- 125-та окрема бригада територіальної оборони[7]

## Командування

### Командувачі
- 2022: генерал-майор Мікац Олег Михайлович[8]
- 2022: бригадний генерал Тарнавський Олександр Георгійович[9][10]
- 2022—03.2023: бригадний генерал Красильников Дмитро Сергійович[11][12]
- 03.2023—04.2024: бригадний генерал Грицьков Андрій Миколайович[13][14]
- 01.04.2024—05.2024: бригадний генерал Галушкін Юрій Алімович[14][15][16]
- 05.2024—09.2024: бригадний генерал Драпатий Михайло Васильович[17][18]
- з 09.2024: бригадний генерал Солімчук Віктор Богданович[18][19]

### Начальники штабу
- до 09.2024: полковник Солімчук Віктор Богданович[20][18]

### Відео
- Привітання командувача ОУВ "Харків", бригадного генерала Олександра Тарнавського (2022.08). Привітання командувача ОУВ "Харків", бригадного генерала Олександра Тарнавського та командирів підпорядкованих підрозділів (укр.). Процитовано 1 травня 2025 — через www.facebook.com.